# فاکوندو گونزالز
فاکوندو گونزالز (انگلیسی: Facundo González؛ زادهٔ ۶ ژوئیهٔ ۲۰۰۳) بازیکن فوتبال اهل اروگوئه که به صورت قرضی برای باشگاه سمپدوریا بازی می‌کند.
وی همچنین در تیم ملی فوتبال زیر ۲۰ سال اروگوئه بازی کرده‌است.